# Tanisha
Tanisha Mukherjee, nota semplicemente come Tanisha (Mumbai, 3 marzo 1978), è un'attrice indiana.
Appartiene ad una delle famiglie più importanti di Bollywood: è la figlia di Tanuja e sua sorella maggiore è Kajol.
Rani Mukherjee è invece sua cugina.
In passato ha avuto una relazione sentimentale con Uday Chopra.

## Filmografia
- Sssshhh... (2003)
- Popcorn Khao! Mast Ho Jao (2004)
- Tango Charlie (2005)
- Sarkar (2005)
- Neal N Nikki (2005)
- Unnale Unnale (2007)
- One Two Three (2008)
- Kantri (2008)
- Sarkar Raj (2008)
- Mukti (2008)